# Хемија земљишта
Хемија земљишта проучава хемијски састав, промене чврсте, течне и гасовите фазе земљишта, затим хемијске, физичко-хемијске и биолошке процесе који се одигравају у земљишту. Најважнији задатак хемије земљишта јесте да, проучавањем хемијских својстава земљишта и њихових промена, објасни услове гајења биљака у разним земљиштима, као и начине деловања на хемијска својства земљишта ради подизања његове плодности.